# 섹스플로이테이션
섹스플로이테이션(Sexploitation)은 특히 엑스플로이테이션 영화 중 특히 성적 묘사를 관객에서의 착취 수단으로 하는 저예산의 장편 영화이다. 좁은 의미로는 주로 1960년대에 독립 자본으로 제작된 저예산 에로 영화를 가리킨다. 미국에서는 이 영화는 일반적으로 스트립 극장에서 개봉되었다.

## 같이 보기
- 엠마뉴엘 인 아프리카
- 핑크 영화
- 포르노 영화
- 펄프 매거진

## 참고 문헌
- Sconce, Jeffrey (2007). 《Sleaze artists: cinema at the margins of taste, style, and politics》. Duke University Press. ISBN 0-8223-3964-1.